# Alexander Straub
Alexander Straub (ur. 14 października 1983) – niemiecki lekkoatleta specjalizujący się w skoku o tyczce.
Na eliminacjach zakończył swój udział w mistrzostwach świata juniorów w 2002, a na młodzieżowych mistrzostwach Europy w 2005 był dziesiąty.  W 2007 zdobył złoty medal uniwersjady. Brązowy medalista halowych mistrzostw Europy oraz siódmy zawodnik mistrzostw świata (2009). Na początku 2010 zdobył w Katarze brązowy krążek halowych mistrzostw świata. Stawał na podium mistrzostw Niemiec.
Rekordy życiowe: stadion – 5,81 (1 sierpnia 2008, Wattenscheid & 20 czerwca 2009, Mannheim); hala – 5,80 (21 lutego 2009, Lipsk). 	

## Osiągnięcia
| Rok  | Impreza                             | Miejsce   | Lokata            | Wynik |
| ---- | ----------------------------------- | --------- | ----------------- | ----- |
| 2002 | Mistrzostwa świata juniorów         | Kingston  | el. – 13. miejsce | 5,05  |
| 2005 | Młodzieżowe mistrzostwa Europy      | Erfurt    | 10. miejsce       | 5,40  |
| 2007 | Uniwersjada                         | Bangkok   | 1. miejsce        | 5,60  |
| 2008 | Światowy finał lekkoatletyczny IAAF | Stuttgart | 4. miejsce        | 5,60  |
| 2009 | Halowe mistrzostwa Europy           | Turyn     | 3. miejsce        | 5,76  |
| 2009 | Mistrzostwa świata                  | Berlin    | 7. miejsce        | 5,65  |
| 2010 | Halowe mistrzostwa świata           | Doha      | 3. miejsce        | 5,65  |